# Dan Turpin
Daniel "Terrible" Turpin es un personaje publicado por DC Comics. Apareció por primera vez como Brooklyn en Detective Comics #64 (junio de 1942), y apareció por primera vez como Dan Turpin en New Gods #5 (noviembre de 1971).

## Historial de publicaciones
Debido a un retcon reciente, Dan Turpin se convirtió en la versión adulta del personaje de la "pandilla de niños" de la Edad de Oro de Jack Kirby, Brooklyn, de los Boy Commandos.

## Biografía ficticia
En la primera aparición de Turpin, es uno de los pocos ciudadanos de Metrópolis consciente de que se está produciendo una guerra secreta en la ciudad entre seres con superpoderes. Cuando esta guerra se vuelve violenta, el jefe de Turpin intenta sacarlo del caso, pero Turpin lo ignora. Turpin lidera la lucha contra Kalibak, usando la energía de toda la ciudad para ayudar a Lightray y Orión a derrotarlo. Turpin sufre múltiples heridas pero sobrevive.
Mantiene su trabajo y se convierte en Teniente Inspector de la Unidad de Crímenes Especiales de Metrópolis. En la tercera serie de Superboy, Turpin es enviado a Hawái para investigar si necesitan o no una Unidad de Delitos Especiales propia. Aunque inicialmente escépticas, una visita de la violenta facción Darkseid, las Furias Femeninas convencen a Turpin de que las islas necesitan una SCU. En los títulos actuales de Superman, Turpin es extremadamente leal a la Inspectora Sawyer, antes de su transferencia a Gotham City. Sus sentimientos románticos por ella se desmoronan cuando se entera de que es lesbiana. Turpin tiene una hija llamada Maisie.
Ha pasado mucho tiempo luchando contra las amenazas en Metrópolis; como el grupo violento de mutantes llamados 'Underworlders'.
Turpin regresa en Final Crisis # 1 (mayo de 2008). Lo habían llamado de su retiro para investigar el caso de varios niños desaparecidos; esto evoluciona hacia la investigación de la muerte del Nuevo Dios Orión. Orión le pasa varias frases crípticas a Turpin, diciéndole que "¡Él está en todos ustedes!" antes de finalmente fallecer.
En el segundo número, sigue las pistas que le dieron Renée Montoya y El Sombrerero Loco, investiga el Club del Lado Oscuro y viaja a la devastada ciudad de Blüdhaven. Allí se encuentra con el reverendo Good y comienza a darse cuenta de que "hay alguien en mi cabeza".
En el cuarto número, Turpin, después de mucha lucha interna, se convierte en el nuevo organismo anfitrión de Darkseid; Darkseid luego revela que seleccionó a Turpin en lugar de a Batman como anfitrión porque Batman habría resistido más de lo que deseaba, mientras que Turpin luchó lo suficiente para que su victoria fuera más dulce.
En el sexto número, Batman usa un arma cargada con una bala de Radion, que es venenosa para los Nuevos Dioses, para dispararle a Darkseid en el hombro. Barry Allen y Wally West, logrando dejar atrás a Black Racer, actualmente detrás de Barry, para que tome al Darkseid actualmente debilitado durante una confrontación con Superman. Después de que Black Racer reclama a Darkseid, Turpin vuelve a la normalidad y recupera el control de su cuerpo, respirando "En nosotros... en todos nosotros..." en aparente reconocimiento del significado de las últimas palabras de Orión.

## Otras versiones
- En Superman: The Dark Side, una realidad alternativa en la que el cohete de Superman se estrelló contra Apokolips y el pequeño Superman fue criado por Darkseid, Turpin es miembro de la Unidad de Crímenes Especiales de Metropolis, que saluda a Superman cuando llega a la Tierra desde Apokolips.
- En Superman's Metropolis, una realidad alternativa en la que Clarc Kent-son es el hijo adoptivo de Jon-Kent y Marta, los fundadores de Metropolis, y gobierna la ciudad distópica, Turpin se encontraba entre la clase trabajadora más baja que formaba parte de la revolución obrera de Lois. .
- En Elseworld's Finest, el inspector Turpin es un detective de Metrópolis que frecuentemente entra en contacto con el reportero Clark Kent.
- Turpin aparece en Smallville: Temporada once, continuación del cómic de Smallville.
- Turpin aparece en la serie de cómics precuela de Injustice 2. Después de la derrota de Superman, Turpin fue nombrado director de la prisión Lex Luthor Memorial, donde se encuentra Superman.[8] Más tarde es asesinado por la hija secreta de Talia al Ghul, Athanasia al Ghul, cuando Damian Wayne estaba siendo sacado de prisión por Talia al Ghul.[9]

## En otros medios

### Televisión
- Dan Turpin aparece en Superman: la serie animada, con la voz de Joseph Bologna. Esta versión sigue el modelo físico de Jack Kirby y, a menudo, se asocia con Maggie Sawyer como líder de la Unidad de Delitos Especiales, que ocasionalmente ayuda a Superman.[10] En el episodio de dos partes "Apokolips... ¡Ahora!", Dan ayuda a Superman durante la invasión de Darkseid y finalmente es asesinado por Darkseid. Docenas de personas asisten a su funeral mientras Superman observa desde la distancia.
- Un Dan Turpin más joven aparece en el episodio de Smallville, "Bulletproof", interpretado por David Paetkau. Aparece como un policía novato de Metrópolis. Clark lo conoce en el momento en que se infiltra en el Departamento de Policía de Metrópolis después de que un oficial de policía le disparó a John Jones. Los compañeros de policía de Dan, Joe Simmons (Jim Thorburton) y Talbert (Ty Olsson), conspiran para incriminar a Clark por dispararle a Jones. Después de cierta persuasión de Clark, Dan se vuelve contra Simmons y Talbert, donde Superman y Green Arrow los derrotan y los arrestan. Clark luego visitó a Dan en casa mientras el hijo de Dan estaba vestido como Robin Hood. Dan señala que Robin Hood era un buen tipo que no parecía serlo a simple vista, lo que lo ayudó a conciliar las tácticas de vigilantes como Green Arrow y Red-Blue Blur.

### Película
- Dan Turpin tiene un cameo no acreditado en la película Superman: Unbound de 2013 directa a video. Esta versión es similar en apariencia a su contraparte de Superman: The Animated Series, y aparece como uno de los oficiales de policía que intenta salvar a Lois Lane de ser secuestrada por terroristas.
- Dan Turpin aparece en Death of Superman, con la voz de Rick Pasqualone. Esta versión es un oficial de policía que trabaja con Maggie Sawyer. Superman los salva a ambos de Intergang al comienzo de la película.

### Audio gráfico
- El Inspector Turpin también aparece en la producción de audio gráfico de Superman: The Never Ending Battle.